# Kim Jong-kwan
Kim Jong-kwan (김종관,  nascut l'any 1975) és un director de cinema i guionista de Corea del Sud. Kim és un aclamat i prolífic realitzador de curtmetratges conegut per les seves inventives narracions curtes. Ha dirigit els òmnibuses Lovers (2008) i Come, Closer (2010). El seu primer llargmetratge Worst Woman (2016), que va debutar al 17è Festival Internacional de Cinema de Jeonju, va guanyar el premi FIRESCI al 38è Festival Internacional de Cinema de Moscou el 2016.

## Vida personal
Nascut el 1975 a Daejeon, Kim es va graduar a l'Institut de les Arts de Seül, especialitzant-se en cinema.

## Filmografia

### Curtmetratges
- Street Story (2000) - director[4][5]
- Wind Story (2002) - director, guionista, director de fotografia
- Wounded (2002) - director, guionista, director de fotografia, editor
- The Limit Time of Distribution (2003) - director de fotografia
- Tell Her I Love Her (2003) - director, guionista, director de fotografia, director artístic, editor, productor
- How to Operate a Polaroid Camera (2004) - director, guionista, director de fotografia, director artístic, editor
- One Shining Day (segment: "Good-bye") (2005) - director, guionista
- Waiting for Youngjae (2005) - director, guionista, editor
- Slowly (2005) - director, guionista, editor
- Monologue #1 (2006) - director, guionista, director de fotografia, editor, productor
- A Lonely Season (2006) - director
- Dialogue of Silence (2006) - director
- Screwdriver (2006) - director, director de fotografia, editor
- Series Dasepo Naughty Girl (2006) - director
- Short! Short! Short! (segment: "'Waiting") (2007) - director, guionista, director de fotografia
- The Diaper Of Daughters (2007) - director de fotografia
- Lost (2007) - director, guionista, director de fotografia
- Trend Of This Fall (2008) - director, guionista, editor
- Short! Short! Short! (segment: "Coin Boy") (2009) - director
- Whispers In The Wind (2010) - director
- One Perfect Day (2013) - guionista
- Phantoms of the Archive (2014) - director, guionista
- Persona (2019) - director, guionista

### Pel·lícules òmnibus
- Lovers (2008) - director, guionista, director de fotografia, editor, productor (consistent en 11 curtmetratges)
- Come, Closer (2010) - director, guionista

### Llargmetratges
- Worst Woman (2016) - director, guionista[6]
- The Table  (2016) - director, guionista[7]
- Chae's Movie Theater (2017) - director
- Shades of the Heart (2019) - director, guionista[8]
- Josée (2020) - director, guionista